# Authieux-Ratiéville
Authieux-Ratiéville é uma comuna francesa na região administrativa da Normandia, no departamento de Sena Marítimo. Estende-se por uma área de 5,14 km². Em 2010 a comuna tinha 406 habitantes (densidade: 79 hab./km²).